# خوسيه لايت دي فاسكونسيلوس
خوسيه لايت دي فاسكونسيلوس (بالبرتغالية: Leite de Vasconcelos‏) هو باحث في الرومانسية وأستاذ جامعي وكاتب وعالم إنسان برتغالي، ولد في 7 يوليو 1858 في Ucanha ‏ في البرتغال، وتوفي في 17 مايو 1941 في لشبونة في البرتغال.